# Dekanat Tržič
Dekanat Tržič – jeden z 17 dekanatów rzymskokatolickich wchodzących w skład archidiakonatu Gorenjskiego archidiecezji lublańskiej w Słowenii. 
Według danych na październik 2015 roku, w jego skład wchodziło 9 parafii.

## Lista parafii
Źródło:
| Lp. | Miejscowość      | Parafia                                            | Proboszcz               | Kościół                                                | Grafika |
| --- | ---------------- | -------------------------------------------------- | ----------------------- | ------------------------------------------------------ | ------- |
| 1   | Duplje           | Parafia św. Wita, męczennika                       | Franc Grahek            | Kościół św. Wita w Duplje                              |         |
| 2   | Goriče           | Parafia św. Andrzeja Apostoła, męczennika          | mag. Branko Balažic SDB | Kościół św. Andrzeja Apostoła w Goriče                 |         |
| 3   | Kovor            | Parafia św. Jana Chrzciciela, męczennika           | Ivan Potrebuješ         | Kościół św. Jana Chrzciciela w Kovor                   |         |
| 4   | Križe            | Parafia Podwyższenia Krzyża Świętego               | Mihael Lavrinec         | Kościół Podwyższenia Krzyża Świętego w Križe           |         |
| 5   | Leše             | Parafia Wniebowzięcia Najświętszej Maryi Panny     | Gregor Šturm            | Kościół Wniebowzięcia Najświętszej Maryi Panny w Leše  |         |
| 6   | Lom              | Parafia św. Katarzyny Aleksandryjskiej, męczennicy | Urban Kokalj            | Kościół św. Katarzyny Aleksandryjskiej w Lom           |         |
| 7   | Trstenik         | Parafia św. Marcina, biskupa                       | mag. Branko Balažic SDB | Kościół św. Marcina w Trstenik                         |         |
| 8   | Tržič            | Parafia Zwiastowania Najświętszej Maryi Pannie     | Tomaž Prelovšek         | Kościół Zwiastowania Najświętszej Maryi Pannie w Tržič |         |
| 9   | Tržič – Bistrica | Parafia św. Marii Goretti, dziewicy i męczennicy   | David Jensterle         | Kościół św. Marii Goretti w Tržič – Bistrica           |         |